# Inchgalbraith
Inchgalbraith ist eine Insel in Loch Lomond.

## Geschichte
Inchgalbraith ist, wie sein Name vermuten lässt, verbunden mit dem Clan Galbraith, und war eine der Festungen des Clans. Die Überreste der alten Burg des Clans können heute noch besichtigt werden. Es ist wahrscheinlich eine Crannóg.

## Geographie
Die Insel liegt am Westufer von Loch Lomond, zwei Meilen südöstlich von Luss. An ihrem höchsten Punkt ist sie rund acht Meter hoch.

## Fauna
Inchgalbraith war bis 1869 eine Brutstätte von Fischadlern.